# さくら (capsuleの曲)
『さくら』は、2001年3月28日にヤマハミュージックコミュニケーションズより発売されたcapsuleのデビュー作で、1枚目のCDマキシシングルである（品番：YCDW-00002）。本作の発売20周年となる2021年3月28日からは、iTunes Storeや各種ストリーミングサービスでも配信されている。

## 楽曲について
1.さくら
TBSの番組『エクスプレス』の2001年2月・3月度のウェザーテーマとして使用された。
4.ボーナストラック
曲名通り、ボーナス・トラック扱い。CDマキシシングルでは「おまけ付」というタイトルであった。2013年4月18日に、capsuleのメンバーであるこしじまとしこがtwitter上で、本楽曲の正式なタイトルは「オルゴール」であると公表した。ヤマハミュージックコミュニケーションズのシングル紹介ページでは、4曲目の存在が伏せられている。

## 収録曲について
全作曲：中田ヤスタカ
| #  | タイトル             | 作詞           | 作曲・編曲 | 時間 |
| -- | -------------------- | -------------- | ---------- | ---- |
| 1. | 「さくら」           | 中田ヤスタカ   |            | 4:31 |
| 2. | 「壊れた時計」       | 中田ヤスタカ   |            | 4:57 |
| 3. | 「恋をしました」     | こしじまとしこ |            | 4:30 |
| 4. | 「ボーナストラック」 | 中田ヤスタカ   |            | 3:24 |